# Йожен Гаяр
Йожен Гаяр (на френски: Eugène Gaillard) е френски архитект и дизайнер на мебели.

## Биография
Роден е на 31 януари 1862 година в Париж, Франция. Получава юридическо образование, но скоро се насочва към интериорния дизайн и изработването на декоративни предмети и мебели.
Работи на Гаяр са предлагани в ръководената от Самюел Бинг парижка галерия, наречена Maison de l'Art Nouveau („Дом на Новото изкуство“ или „Дом на Ар нуво“). Заедно с Жорж дьо Фьор и Йожен Колона Гаяр създава интериора в павилиона „Ар Нуво Бинг“, организиран от Самюел Бинг за Световното изложение в Париж през 1900 г.
Гаяр напуска ателието на Бинг около 1903 г. и основава собствена фирма. През 1906 г. публикува есето „A Propos du Mobilier“ („За мебелите“).
Умира през 1933 г. в Париж на 70-годишна възраст.

## Галерия
- Трапезариен стол, Париж (1899-1900)
- Кухненски плот, Париж (1899-1900)
- Витринен шкаф, Париж (1899-1900)